# Catatonie autistique
La catatonie autistique est une expression médicale, utilisé pour décrire le phénomène particulier de catatonie quand il est associé à certaines crises autistiques chez les personnes autistes (ou dans d'autres troubles neurodéveloppementaux (TND).
Ce syndrome comportemental complexe, est caractérisé par des perturbations significatives du mouvement, du comportement et de la cognition, pouvant se manifester de différentes manières, allant du retrait (immobilité avec stupeur et/ou mutisme le cas échéant) à l'agitation et à la violence, en passant par des mouvements et comportements anormaux,.

## Éléments de définition et de diagnostic
Selon les directives diagnostiques actuelles, les principales caractéristiques de la catatonie autistique sont : 
1. une diminution des mouvements ;
2. « une diminution de l'engagement lors d'un entretien ou d'un examen physique » et/ou ;
3. « des mouvements excessifs et particuliers ».

La catatonie est actuellement reconnue par le Manuel diagnostique et statistique des troubles mentaux, cinquième édition (DSM-5), qui est le principal outil taxonomique et diagnostique publié par l'American Psychiatric Association. Le DSM ne traitait pas la catatonie autistique comme un trouble distinct, mais à partir de sa cinquième édition, il propose un diagnostic de catatonie chez les personnes autistes, avec les désignations « Catatonie - Non spécifiée par ailleurs » et « Autisme - Avec catatonie ». En mai 2013, le nouveau DSM-5 justifie cette nouvelle formulation de la catatonie, par le fait qu'elle facilitera le diagnostic de la présence de catatonie dans l'autisme.

## Prévalence de la catatonie dans les TSA
Dans le spectre autistique, au moins 1 personne autiste sur 10 souffre de catatonie. Mais sa fréquence réelle pourrait atteindre 1 sur 5 .
Une méta-analyse récente de 12 études sur la catatonie autistique, suggère une prévalence de 10,4 % des personnes autistes, ; voire plus encore, car « il y a probablement beaucoup plus de personnes atteintes d'autisme et de catatonie qui n'ont pas de diagnostic et ne sont pas même connues des services ».
Des études ont montré que la catatonie autistique est un syndrome sous-étudiée, sous-reconnu et donc sous-diagnostiqué et souvent négligée par les cliniciens chez les personnes autistes (mais aussi dans un large éventail de contextes : schizophrénie, troubles majeurs de l'humeur, en médecine générale, et chez les patients en soins intensifs). Au sein de la catégorie plus large des troubles du développement neurologique (dont le spectre autistique fait partie), 6 à 20,2 % des patients en seraient victimes (estimation moyenne : environ 9 %).

## Pathologie
Les origines biologiques et/ou génétiques de la catatonie autistique sont encore débattues. Des études plaident pour un dysfonctionnement du système GABA et de ses récepteurs comme principale cause de la catatonie autistique. Et la neuroimagerie a montré que les patients autistes catatoniques ont des structures cérébelleuses anormalement petites.
Des études génétiques suggèrent que des altérations du chromosome 15 ou perturbant le gène SHANK3 pourraient être à l'origine de ce syndrome, ou l'exacerber.
Par ailleurs, la catatonie est plus fréquente chez les patients souffrant d'anxiété sévère. Comme l'autisme peut augmenter la vulnérabilité à l'anxiété, la prévalence de la catatonie dans l'autisme pourrait éventuellement être attribuable à l'anxiété.

## Diagnostic
La catatonie chez les personnes autistes est particulièrement difficile à reconnaître car de nombreux symptômes de la catatonie (tels que le mutisme, le retrait, la stéréotypie et l'écholalie, entre autres) chevauchent les symptômes de l'autisme Pour cette raison, il arrive souvent que « les cliniciens ne reconnaîtront pas et ne diagnostiqueront pas la manifestation la plus fréquemment observée de la catatonie dans l'autisme, qui est une détérioration/dégradation progressive du fonctionnement et des difficultés dans les mouvements volontaires ». Outre les signes courants de catatonie que sont les postures, le négativisme, le mutisme et la stupeur, les personnes autistes atteintes de catatonie sont aussi plus susceptibles de stimuler et s'automutiler  plus que la moyenne (p60).

## Symptômes
La catatonie est définie par la présence d'au moins 3 des 12 traits suivants : catalepsie, souplesse, posture, grimaces, mutisme, négativisme, stupeur, maniérisme, stéréotypie, écholalie, échopraxie et agitation,. Dans le tableau ci-dessous, ces caractéristiques sont définie en langage technique, puis illustrée au moyen d'un exemple :
| Caractéristique     | Définition                                                                                         | Exemples |
| ------------------- | -------------------------------------------------------------------------------------------------- | --- |
| Catalepsie          | « Induction passive d'une posture maintenue contre la gravité »                                    | Un patient catatonique peut maintenir une partie de son corps dans une position levée ou surélevée, au lieu de se détendre ou de l'abaisser comme prévu. Par exemple, il peut soulever sa tête du lit, puis, au lieu de laisser la tête retomber sur l'oreiller, la maintenir dans une position levée pendant une durée inhabituellement longue. Ces types de poses levées ou surélevées sont appelés catalepsie.                                              |
| Flexibilité cireuse | « Légère et uniforme résistance au positionnement par l'examinateur »                              | Lorsqu'on lui demande de bouger ou de plier une articulation (ex : coude, genou, poignet), la personne peut d'abord sembler résister ou raidir l'articulation, puis se détendre et se relâcher progressivement, de sorte que l'articulation se plie facilement. Ce type de raideur initiale, laissant place à la flexibilité, est appelé flexibilité cireuse.                                                                                                  |
| Posture             | « Maintien spontané et actif d'une posture contre la gravité »                                     | Parfois, un patient catatonique peut se tenir dans une position très raide, presque comme s'il s'était figé sur place, sans raison apparente. Ce comportement est appelé « posture ». |
| Grimaces            | « Toute stéréotypie, maniérisme ou posture des muscles faciaux ».                                  | Le visage d'un patient catatonique peut montrer des expressions faciales étranges ou exagérées (ex : il peut fortement plisser les yeux, froncer le visage ou former une moue exagérée. Il peut maintenir ces expressions étranges pendant une durée inhabituellement longue, comme s'il était figé, ou les répéter d'une manière inhabituelle. Ces comportements faciaux sont appelés grimaces.                                                               |
| Mutisme sélectif    | « Absence, ou très peu, de réponse verbale [Remarque : non applicable en cas d'aphasie établie] ». | Un patient catatonique peut ne parler qu'en monosyllabes ou cesser de parler complètement. Cette perte de parole est appelée mutisme sélectif. |
| Négativisme         | « Opposition ou absence de réponse aux instructions ou aux stimuli externes »                      | Un patient catatonique peut refuser de bouger ou de répondre aux instructions, soit en y résistant passivement, soit en s'exprimant d'une manière apparemment provocante (« Je ne veux pas ! »). Ce rejet des demandes et des ordres (qu'il soit passif ou actif) est appelé négativisme. |
| Stupeur             | « Absence d'activité psychomotrice ; ne se rapporte pas activement à l'environnement ».            | Un patient catatonique peut cesser de répondre à son environnement et fixer l'espace comme dans un rêve ou un état second. Cette perte de réactivité est appelée stupeur. |
| Maniérismes         | Attitude ; « caricature étrange d'actions normales ».                                              | Un patient catatonique peut effectuer des mouvements étranges et intentionnels, comme sauter, marcher sur la pointe des pieds ou saluer les passants. Ces mouvements étranges sont appelés maniérismes. |
| Stéréotypies        | « Mouvements répétitifs, anormalement fréquents, non orientés vers un but ».                       | Un patient catatonique peut se retrouver à se stimuler beaucoup : par exemple, en se balançant d'avant en arrière ou en tournant sur lui-même. S'il est autiste, il peut se stimuler encore plus que d'habitude, ou d'une manière nouvelles ou non habituelles. Ce type de comportement de stimulation est appelé stéréotypie. |
| Écholalie           | « Imitation, éventuellement répétée de la parole d'une autre personne »                            | Un patient catatonique peut se mettre à reprendre, en écho, la parole des autres. Ce type d'écho est appelé écholalie. |
| Échopraxie          | « Imitation des mouvements d'une autre personne »                                                  | Un patient catatonique peut se mettre à répéter les mouvements d'autres personnes. Ce type de répétition est appelé échopraxie. |
| Agitation           | Comportement excité ou impulsif.                                                                   | Un patient catatonique peut impulsivement effectuer de nombreux mouvements anormalement brusque, rapides et/ou aléatoires, sans raisons apparentes. Il peut agir impulsivement ou entreprendre des actions apparemment dramatiques, comme enlever tous ses vêtements ou courir en criant dans un couloir. Dans les cas extrêmes ou dans certains contexte, son activité, véritablement frénétique, peut présenter un risque pour lui-même ou pour les autres,. |

Une liste encore plus complète de symptômes est fournie par l' échelle de catatonie Bush-Francis , un instrument d'évaluation fait pour les médecins, qui répertorie 23 caractéristiques possibles de la catatonie, utiles pour diagnostiquer ce syndrome.
Une procédé mnémotechnique pour se souvenir des caractéristiques de la catatonie est l'acronyme LIMP MEN. (Il existe plusieurs variantes de ce mnémonique)  où chaque lettre désigne l'un des traits caractéristiques de la catatonie :
- L : Léthargie ou stupeur léthargique (sembler ou se sentir extrêmement fatigué ; sembler ou se sentir sédaté)
- I : Immobilité (perte de mouvement ; sensation ou impression d'être « gelé »)
- M : Mutisme (perte de la parole ou langage minimal)
- P : Positionnement (raideur étrange, rigidité ou « pose », y compris des symptômes comme la catalepsie, la posture ou la flexibilité en cire)
- M : Anomalies du mouvement (y compris des symptômes tels que grimaces, agitation et mouvements/maniérismes maniérés)
- E : Écholalie/échopraxie (répéter en écho des mots ou des mouvements)
- N : Négativisme (dire « non » aux ordres ou aux demandes, ou refuser passivement de s'y conformer) [22],[23].

Cet acronyme attire notamment l'attention sur l'apparente léthargie caractéristique de la catatonie (une caractéristique qui n'est pas toujours signalée). L'effet de stupeur, peut donner l'impression que le patient est sous sédation, voire comateux, un indice important de catatonie, chez les personnes autistes en particulier, car il n'est pas une caractéristique typique de l'autisme.
Les cas les plus graves de catatonie autistique présentent une stupeur pleinement développée, ou une hyperactivité ou hyperexcitation sévère, perdurant parfois des semaines, voire des mois. Durant ces période d'excitation, les personnes autistes peuvent faire preuve de combativité, avoir des délires et des hallucinations (notamment en cas de manque de sommeil) au point, parfois, de  constituer un danger pour eux-mêmes et pour les autres. Dans tous ces cas, une  instabilité autonome est possible.
Ces symptômes chevauchant ceux du trouble du spectre autistique (TSA), le diagnostic de la dépression catatonique peut être difficile.
Statistiquement, une schizophrénie infantile augmente considérablement le risque de catatonie autistique plus tard dans la vie. Il semble également que les processus qui donnent naissance à la psychose, à la catatonie et à l'autisme partagent des points communs,.

## Traitement
Une grande diversité de traitements de la catatonie autistique a été proposée.
L'approche psycho-écologique prend en compte le profil autistique de l'individu, identifie les causes sous-jacentes de sa catatonie et formule des stratégies de soutien (modulées en fonction de l'individu et de ses difficultés).
Les benzodiazépines (BZD) sont efficaces pour certains patients, avec typiquement, le lorazépam (doses de 6 à 24 mg), souvent prescrit en première intention, combiné avec d'autres thérapies telles que :
- des médicaments antipsychotiques[29],[30].
- l'l'électroconvulsivothérapie (ECT), d'utilisation plus récente, et parfois avec des  a été testée, avec des résultats mitigés[28] (certains patients ont bien répondu à des traitements ECT intensifs sur plusieurs mois après l'échec d'autres traitements)[28]. Il  a efficacement traité des symptômes chez les patients sujets à l'automutilation et à des comportements compulsifs[28]. Cependant, il semble que l'ECT doive être poursuivie pendant de longues périodes pour prévenir la réapparition des symptômes catatoniques autistiques[28]. Et il existe une résistance populaire à l'idée d'induire des crises (chez l'enfant notamment) comme traitement, ce que fait l'ECT[28].

## Histoire, recherche et prospective
Karl Ludwig Kahlbaum a été parmi les premiers à décrire systématiquement la catatonie, en 1874 comme un trouble cérébral distinct.
Le phénomène a été ensuite décrit par Emil Kraepelin, comme maladie précurseur de la démence.
Ce n'est que dans les années 1970 que la catatonie est reconnue comme une caractéristique d'autres troubles psychiatriques affectifs chez les adultes (manies notamment).
Dans le domaine de la psychopathologie du développement, des débats portent depuis longtemps sur la classification appropriée de certaines classes de symptômes qui se chevauchent, en particulier concernant le catatonisme, l'autisme et la psychose  (on parle parfois de « triangle de fer » à ce propos).

## Recherche
Le déséquilibre excitateur/inhibiteur et le dysfonctionnement neuro-immunitaire sont deux caractéristiques étiologiques communes à la catatonie et à l'autisme (et à d'autres troubles neurodéveloppementaux), ce qui pourrait au moins en partie expliquer leur comorbidité. Selon Moore et al. (2022), de nouvelles approches tirant parti des tests génétiques et de l'évaluation neuroimmunologique pourraient permettre des diagnostics plus précis et des traitements efficaces ; ces auteurs envisagent « un avenir dans lequel les patients atteints de TND touchés par la catatonie pourraient subir une évaluation moléculaire rapide qui a le potentiel de fournir à la fois des informations diagnostiques et d'éclairer les plans de traitement de précision. En raison de la morbidité importante associée aux formes graves de catatonie, les patients devraient bénéficier de l'amélioration rapide du délai d'exécution des analyses génomiques et sérologiques ».
Un défi pour la recherche, est de mieux comprendre les facteurs neurobiologiques, mais aussi génétiques ou épigénétiques, de la catatonie dans l'autisme (et plus généralement dans les TND). Ainsi, on pourrait alors en comprendre les fondements et mieux les traiter. Des études épigénétiques pourraient mettre en lumière la façon dont la détresse psychologique et les traumatismes peuvent faire évoluer les circuits neuronaux vers un état de catatonie chez les personnes atteintes de TND. L'utilisation de modèles animaux et d'organoïdes reproduisant les syndromes génétiques connus comme prédisposant à la catatonie (ex : syndrome de délétion 22q13.3, syndrome de Prader-Willi...) pourraient peut-être aussi fournir des données permettant de comprendre les cas jusqu'ici idiopathiques de catatonie autistique et de catatonie induite par d'autres troubles du neurodéveloppement ou en étant une comorbidité.
Des expériences sur le modèle animal (ex : rat de laboratoire) laissent penser que des effets épigéniques de stress importants et répétés dans l'enfance ou l'adolescence peuvent aussi parfois être en cause